# Haltepunkt Neuss Am Kaiser
Der Haltepunkt Neuss Am Kaiser befindet sich in Neuss im Barbaraviertel an der S-Bahn-Strecke Neuss – Düsseldorf und gehört zur Preisklasse 5. Neben dem Barbaraviertel erschließt er auch Düsseldorf-Heerdt und Meerbusch-Süd. Er ist neben Neuss Hauptbahnhof der zweite Umsteigepunkt zwischen der S-Bahn Rhein-Ruhr und der Düsseldorfer Stadtbahn auf Neusser Stadtgebiet.

## Lage und Aufbau
Der Haltepunkt liegt am Kilometer 2,67 der VzG-Strecke 2525 (Neuss Hbf – Düsseldorf Hbf – Wuppertal Hbf – Schwelm – Abzw Linderhausen). Die Strecke wird planmäßig ausschließlich von den Zügen der S-Bahn Rhein-Ruhr befahren. Nördlich der S-Bahn-Strecke verläuft die VzG-Strecke 2550 (Aachen Hbf – Mönchengladbach Hbf – Neuss Hbf – Düsseldorf Hbf – Wuppertal Hbf – Kassel Hbf) für den Regional-, Fern- und Güterverkehr. Parallel hierzu führt der Willy-Brandt-Ring (Landesstraße 137) zu den Streckengleisen.
Die Station verfügt über einen 146 Meter langen und 96 Zentimeter hohen Mittelbahnsteig mit Überdachung. Der einzige Zugang führt zur Düsseldorfer Straße (Landesstraße 380), die im Bereich des Haltepunktes überführt wird. Der Haltepunkt verfügt angesichts der beengten Verhältnisse über keine Rampen oder Aufzuganlagen und ist daher nicht barrierefrei. Im Februar 2016 gab der Verkehrsverbund Rhein-Ruhr bekannt, dass geplant sei, den Haltepunkt bis spätestens 2023 im Rahmen der von Bund und Land mitfinanzierten Modernisierungsoffensive 3 (MOF 3) zu sanieren. Die Planungen umfassten dabei eine Verlängerung des Bahnsteiges, eine Aufzugnachrüstung und eine Absenkung auf 76 cm Bahnsteighöhe über Schienenoberkante, damit langfristig eine einheitliche Einstiegshöhe in die S-Bahn-Züge gewährleistet werden kann.

## Geschichte
Der Haltepunkt Neuss Am Kaiser wurde am 29. Mai 1988 im Rahmen des Baus der Ost-West-S-Bahn eröffnet, um das Barbaraviertel zu erschließen. Die Strecke Mönchengladbach – Düsseldorf wurde hierzu zwischen Neuss Hbf und Düsseldorf Hbf wieder viergleisig ausgebaut. Im Zuge der Bauarbeiten wurde die Überführung Düsseldorfer Straße von 15 Meter auf 36 Meter verbreitert. Hierdurch war die Anlage eines besonderen Bahnkörpers für die Stadtbahn Düsseldorf – Neuss in Straßenmittellage möglich.

## Bedienung
Der Bahnhof ist ein reiner S-Bahn-Halt. Er wird von den S-Bahn-Linien S 8, S 11 und S 28 bedient.
| Linie | Linienverlauf | Takt                                                                                         | Betreiber    |
| ----- | --- | -------------------------------------------------------------------------------------------- | ------------ |
| S 8   | Hagen Hbf – HA-Wehringhausen – HA-Heubing – HA-Westerbauer – Gevelsberg-Knapp – Gevelsberg Hbf – Gevelsberg-Kipp – Gevelsberg West – Schwelm – Schwelm West – W-Langerfeld – W-Oberbarmen – W-Barmen – W-Unterbarmen – Wuppertal Hbf – W-Steinbeck – W-Zoologischer Garten – W-Sonnborn – W-Vohwinkel – Haan-Gruiten – Hochdahl-Millrath – Hochdahl – Erkrath – D-Gerresheim – D-Flingern – Düsseldorf Hbf – D-Friedrichstadt – D-Bilk – D-Völklinger Straße – D-Hamm – NE Rheinpark-Center – NE Am Kaiser – Neuss Hbf – Büttgen – Kleinenbroich – Korschenbroich – MG-Lürrip – Mönchengladbach Hbf Stand: Fahrplanwechsel Dezember 2023 | 30 min 60 min (Hagen–Oberbarmen) 20 min (Oberbarmen–M’gladbach wochentags)                   | DB Regio     |
| S 11  | D-Flughafen Terminal – D-Unterrath – D-Derendorf – D-Zoo – D-Wehrhahn – Düsseldorf Hbf – D-Friedrichstadt – D-Bilk – D-Völklinger Straße – D-Hamm – NE Rheinparkcenter – NE Am Kaiser – Neuss Hbf – Neuss Süd – Norf – NE-Allerheiligen – Nievenheim – Dormagen – Dormagen-Chempark – Köln-Worringen – K-Blumenberg – K-Chorweiler Nord – K-Chorweiler – K-Volkhovener Weg – K-Longerich – K-Geldernstraße/Parkgürtel – K-Nippes – K-Hansaring – Köln Hbf – K-Messe/Deutz – K-Buchforst – K-Mülheim – K-Holweide – K-Dellbrück – Duckterath – Bergisch Gladbach Stand: Fahrplanwechsel Dezember 2023                                     | 20 min                                                                                       | DB Regio NRW |
| S 28  | Kaarster See – Kaarster Bahnhof – Kaarst Mitte/Holzbüttgen – IKEA Kaarst – Neuss Hbf – NE Am Kaiser – NE Rheinpark-Center – D-Hamm – D-Völklinger Straße – D-Bilk – D-Friedrichstadt – Düsseldorf Hbf – D-Flingern – D-Gerresheim – Erkrath Nord – Neanderthal – Mettmann Zentrum – Mettmann Stadtwald – Hahnenfurth-Düssel – W-Vohwinkel – W-Zoologischer Garten – W-Steinbeck – Wuppertal Hbf Stand: Fahrplanwechsel Dezember 2023 | 20 min (wochentags) 20/40 min (Mettmann–Wuppertal wochentags) 30 min (Wochenenden/Feiertage) | Regiobahn    |

Darüber hinaus bietet er eine Umsteigemöglichkeit zur Linie U 75 der Stadtbahn Düsseldorf sowie zu diversen Buslinien.
| Linie | Linienverlauf | Takt   |
| ----- | --- | ------ |
|       | Neuss Hbf – Blücherstraße – NE Am Kaiser – D-Heerdt, Vogesenstraße – Handweiser – Aldekerkstraße – Heesenstraße – Nikolaus-Knopp-Platz – Dominikus-Krankenhaus – Drusustraße – Belsenplatz – Barbarossaplatz – Luegplatz – Tonhalle/Ehrenhof – U Heinrich-Heine-Allee – U Steinstraße/Königsallee – U Oststraße – U Düsseldorf Hbf – U Handelszentrum/Moskauer Straße – U Kettwiger Straße – Ronsdorfer Straße – Lierenfeld, Betriebshof – Schlesische Straße – Jägerstraße – D-Eller Mitte – Alt Eller – D-Eller, Vennhauser Allee Hochflurbetrieb der Rheinbahn; Linie gehört zum Düsseldorfer Nachtnetz; Abweichender Takt: Mo–Fr 21–0 Uhr, Sa 7–9, So 8–20 Uhr alle 15 min; So 5–9 Uhr alle 30 min | 10 min |
| 829   | Meerbusch, Haus Meer – Forsthaus – Büderich, Kanzlei – Büderich, Friedhof – Brühler Weg – Poststraße – Lorzingstraße – Christuskirche – Johann-Wienands-Platz – Büderich Süd, Am Wildpfad – Heerdt, Handweiser – Neuss Am Kaiser Mo–Fr 6–9 und 13–17 Uhr alle 20 min; weitere Haltestellen auf der gesamten Strecke \|\| |        |
| 830   | Meerbusch-Lank, Kirche – Lank, Hauptstraße – Auf der Gath – Meerbusch Haus Meer – Meerbusch-Büderich – Düsseldorf-Heerdt – Neuss Am Kaiser – Neuss Hbf – Neuss, Stadthalle \|\| |        |
| 833   | Düsseldorf-Oberkassel Belsenplatz – Strandbad Lörick – Löricker Straße – Heerdt Nikolaus-Knoop-Platz – Heerdt Werftstraße – Neuss Am Kaiser \|\| |        |
| 864   | Mönchengladbach-Giesenkirchen – Glehn – Grefrath – Landestheater – Neuss Am Kaiser – Düsseldorf-Heerdt |        |